# Animaniacs
Pour le reboot, voir Animaniacs (série télévisée d'animation, 2020).
 (décembre 2019).
Si vous disposez d'ouvrages ou d'articles de référence ou si vous connaissez des sites web de qualité traitant du thème abordé ici, merci de compléter l'article en donnant les références utiles à sa vérifiabilité et en les liant à la section « Notes et références ».
Animaniacs (anglais : Steven Spielberg Presents Animaniacs) est une série télévisée d'animation américaine en 99 épisodes de 25 minutes, créée par Tom Ruegger, produite par Amblin Entertainment pour les studios Warner Bros. Entertainment et diffusée entre le 13 septembre 1993 et le 12 novembre 1994 sur Fox Kids, puis du 9 septembre 1995 au 14 novembre 1998 sur Kids' WB.
En janvier 2018, un reboot de la série est annoncé par Hulu, avec deux saisons commandées qui sont produites en collaboration avec Amblin Entertainment et Warner Bros. Animation, et qui est mis en ligne le 20 novembre 2020 sur la plateforme.

## Synopsis

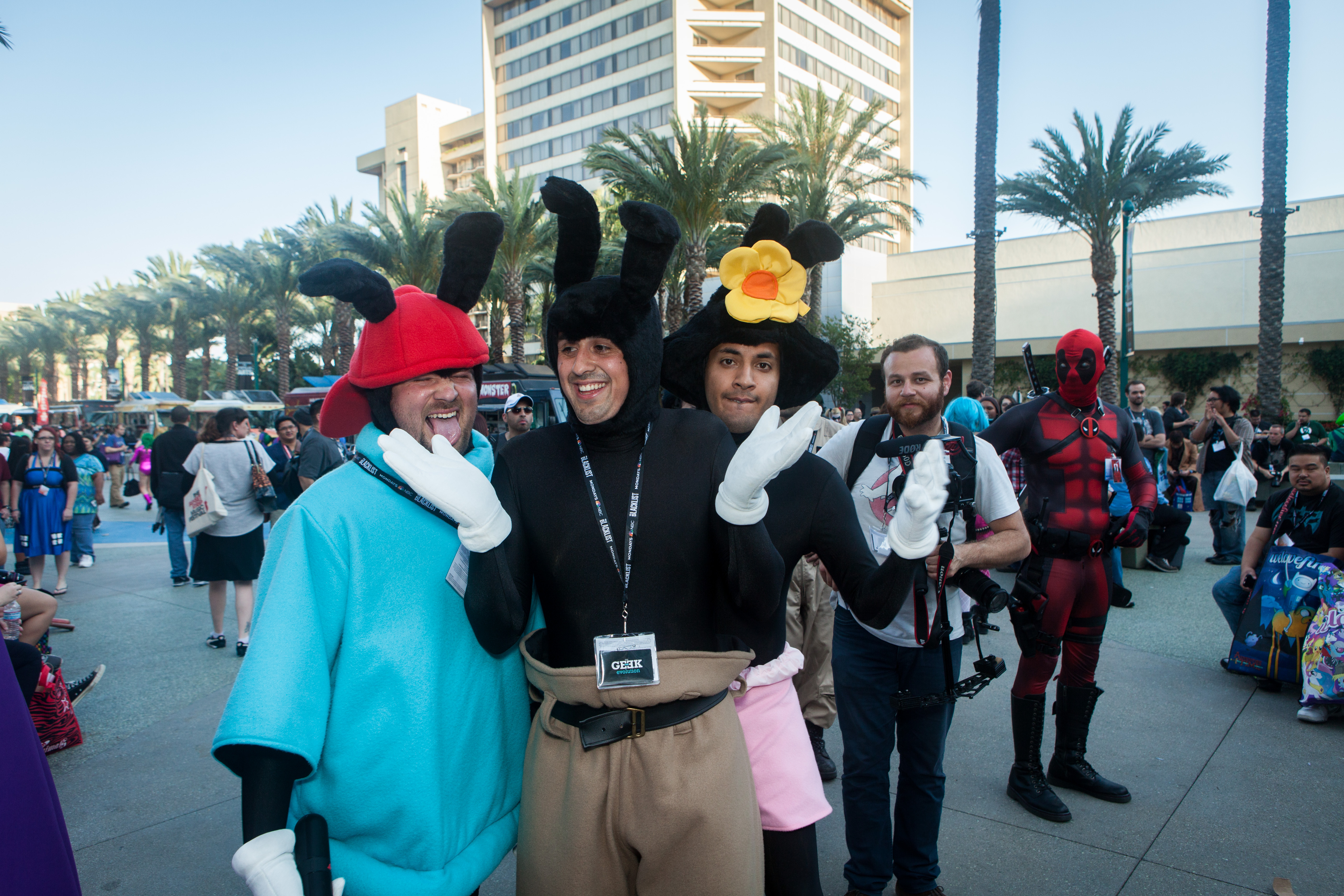
Cosplay des 3 vedettes Warner dans cet ordre : Wakko à la casquette rouge, Yakko en pantalons et Dot, fille avec une fleur dans les cheveux.

Yakko, Wakko et Dot sont les frères et sœur Warner, créés au début de l'âge d'or de l'animation américaine. Ces héros de cartoons loufoques s'avèrent rapidement incontrôlables, et sèment la panique dans les studios Warner Bros. Enfermés dans le château d'eau du studio, ils s'en échappent occasionnellement pour vivre bon nombre d'aventures historiques, face à des adversaires impuissants devant leurs bêtises. Il est impossible de définir exactement à quelle espèce animale ils appartiennent, au cours d'un épisode l'un des gardiens du studio leur demande successivement s'ils sont des chiens, des chats ou des lapins, ils répondirent en chœur « Nous sommes des frères Warner ! » ou « Salut Nounou ». Ils sont cependant qualifiés de « grands ouistitis » par le Dr Gratésnif lors d'une chanson (dont le refain est « je ne sais plus quoi faire, ces petits singes sont fous, y a plus rien à faire ces petits singes sont fous ») au cours de laquelle ils imitent par ailleurs les trois singes de la sagesse
De nombreux autres protagonistes font partie de l'univers des Animaniacs, ce qui permet ainsi de créer un tremplin pour d'autres personnages : Minus et Cortex, les souris mégalomanes voulant conquérir le monde (qui connaîtront un fort succès auprès du public) ; Rififi l'écureuil revêche, ex-star de dessin animé dans la plus pure tradition toons, et son neveu Noisette ; les Affranchis, pigeons au caractère trempé ; Toubeau et Mindy, Rita et Spot, ainsi que le Dr Gratésnif et l'infirmière Nounou.
On compte également quelques personnages apparus plus tardivement : Poulbot, dont chaque épisode se conclut par la constatation effarée : « Mais, c'est un poulet ! » On trouve également monsieur Squelette, héros d'un petit pilote intitulé Squelette aux mains d'os, parodie comique d'Edward aux mains d'argent, ainsi que Flavio et Marina, des hippopotames à la mode.

## Personnages

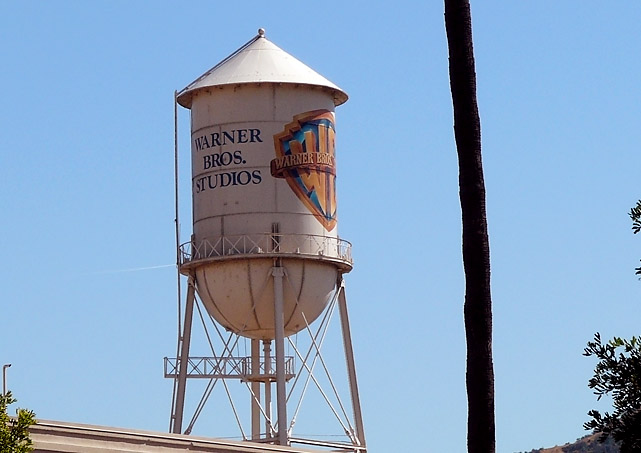
Yakko, Wakko et Dot sont enfermés dans le château d'eau des studios Warner. Ils s'en évadent à chaque épisode.

- Yakko Warner : le frère aîné, sérieux de nature, aussi doué pour les blagues et les jeux de mots que pour la culture générale.
- Wakko Warner : le frère cadet, enfantin, gros mangeur, adore donner des coups de maillet sur la tête de ses adversaires.
- Dot Warner : la petite sœur, la plus coquette, vante toujours son irrésistible charme.
- Cortex : petite souris de laboratoire à l'intelligence supérieure, qui rêve de conquérir le monde, et met au point chaque soir un plan ficelé dans cette optique.
- Minus : « associé » de Cortex, souris gentille et simplette.
- Dr Otto Gratésnif : psychiatre caricatural (accent germanique compris) des studios Warner, tentant (en vain) de soigner Yakko, Wakko et Dot.
- Nounou : infirmière sexy des studios Warner provoquant chez Yakko et Wakko de violents émois traduits par la réplique « Saluuuut, nounou ! » (« Hellooooo, nurse! » en VO), ce à quoi Dot répond : « Les mecs, j'vous jure ! ». Chez Dot, les violents émois provoqués par la vue d'un beau garçon se traduisent par la réplique « Saluuuut, mec ! » (« Hellooooo, man! » en VO). Son vrai nom est Heloise Nerz.
- Thaddeus Plotz : exécutif colérique des studios Warner.
- Rififi l'écureuil (Slappy Squirrel) : écureuil gris femelle âgée au mauvais caractère. Ancienne vedette de cartoons, elle en connaît tous les ressorts. Sa phrase fétiche est : « Ça, c'est d'la comédie. » (« Now, that's comedy! » en VO). Elle combat parfois son vieil ennemi, Garou le loup.
- Noisette (Skippy Squirrel) : neveu de Rififi ; il l'accompagne dans toutes ses aventures. Contrairement à sa tante, il est d'humeur plutôt joyeuse. Sa phrase fétiche est : « Pfiou » (« Spew! » en VO).
- Ralph le gardien : vigile aussi incompétent que stupide des studios Warner.
- Mindy : charmante petite fille en bas âge, surveillée par le chien Toubeau, et qui se met toujours dans des situations périlleuses. Cependant, ce n'est pas elle qui en paye le prix, mais bien le chien.
- Les Affranchis (The Goodfeathers) (Bobby, Pesto et Squit) : trio de pigeons mafieux italo-américains qui sévit dans les rues de New York, où ils passent leur temps à se disputer.
- Rita et Spot : une chatte indépendante et un chien simple d'esprit, qui errent ensemble à la recherche d'un foyer.
- Flavio et Marita : couple d'hippopotames aisés et superficiels, qui choisissent d'abandonner la jungle pour le faste de la ville.
- Minerva Zibeline (Minerva Mink) : femelle zibeline pulpeuse, qui séduit tous les animaux mâles qu'elle croise.
- Poulbot (Chicken Boo) : poulet géant qui endosse les rôles des grands classiques, ou tente de se produire sur scène, mais finit invariablement démasqué à la fin de tous ses épisodes.
- Katie Baboum (Katie Ka-boum) : adolescente candide qui se métamorphose en horrible monstre destructeur quand on la met en colère.
- Colin : un jeune garçon qui raconte les mésaventures d'un certain Randy Beaman, dont on ne sait s'il s'agit d'un de ses copains ou du produit de son imagination.
- Mr. Squelette : un squelette adulte muet qui montre les bonnes et mauvaises idées
- La flamme : une flamme allumée sur un chandelier et raconte l'histoire écrite par un personnage historique.
- Enfin, apparaissent des personnages de films uniques, sans rapport avec les autres.

## Distribution

### Voix originales
- Rob Paulsen : Yakko Warner, Dr Gratésnif (Dr Otto Scratchansniff), Minus (Pinky)
- Jess Harnell : Wakko Warner, Garou le loup (Walter Wolf)
- Tress MacNeille : Dot Warner, Marita Hippo, Salut Nounou (Hello Nurse), Mlle Flamel, Whoopi Goldberg
- Maurice LaMarche : Cortex (The Brain), Squit
- Sherri Stoner : Rififi l'écureuil (Slappy Squirrel)
- Nathan Ruegger : Noisette (Skippy Squirrel)
- Bernadette Peters : Rita
- Frank Welker : Spot (Runt), Ralph, Thaddeus Plotz, Toubeau (Buttons), le poulet Poulbot (Chicken Boo), Flavio Hippo
- John Mariano : Bobby
- Chick Vennera : Pesto
- Nancy Cartwright : Mindy
- Julie Brown : Minerva Zibeline (Minerva Mink)
- Tom Bodett : Narrateur (segments Mime Time et Good Idea Bad Idea)
- Colin Wells : Colin (segments Randy Beeman)
- Laura Mooney : Katie Baboum (Katie Ka-Boom)

### Voix françaises
- Hervé Rey : Yakko Warner
- Michel Mella : Wakko Warner
- Barbara Tissier : Dot Warner
- Vincent Violette : Minus
- Pierre Hatet : Cortex
- Ginette Pigeon : Rififi
- Sauvane Delanoë : Noisette
- Patrick Préjean : Dr Otto Gratésnif
- Yves Barsacq : Thaddeus Plotz, Wally Llama
- Michel Modo : Ralph, Capitaine Achab
- Philippe Peythieu : Pesto, Dracula, Porky Pig (caméo)
- Richard Darbois : Squit, Flavio Hippo, Capitaine Opposum, Danny Glover, Indiana Jones (épisode 33), Ross et le Justicier Masqué (épisode 93)
- Vincent Grass : Bobby
- Marie-Laure Beneston : Mindy
- Véronique Alycia : Nounou, la maman de Mindy, Elmyra (caméo)
- Jean-Jacques Nervest : le père de Mindy
- Jade Nadja Nguyen (Nadja Nguyen) : Rita
- Michel Papineschi : Spot
- Marie Ruggeri : Lana
- Emmanuel Garijo : Freakazoid
- Barbara Delsol : Katie Baboum
- Georges Caudron : le père de Katie Baboum, Bob Hope
- Jean-François Aupied : Garou le loup
- Daniel Lafourcade : Nanar le calmar
- Marion Game : Marita Hippo
- Régine Teyssot : Gina Venture, Rififi (chansons), Fifi la moufette, Bébé Plucky (caméos)
- Patrick Guillemin : Wilford le loup, Garou le loup, M. le réalisateur / Jerry Lewis, Noé, Daffy Duck (caméo)
- Jean-Loup Horwitz : Marvin le Martien (caméo)
- Virginie Ogouz : Minerva Zibeline, Cléopâtre
- Gilbert Lévy : Tocard, Albert Einstein (épisodes 2 et 40)
- Pierre Baton : Lon Borax, Cappy Barnouse, Merlin
- Claude Chantal : la maman de Bumbie / Vina Waleen
- Emmanuel Jacomy : M. Chardon
- Gérard Rinaldi : Capitaine Mel, Baloney, le tsar Nicolas II, Abraham Lincoln, Pr Otto von Schnitzelpusskrankengescheitmeyer
- Jacques Ciron : le Roi, majordome Alphonse, P.
- Philippe Dumat : la Mort
- Pascal Renwick : Satan, Michelangelo
- Mario Santini : Dieu, Ramdam Hussein, Roger Eggbert
- Benoît Allemane : Narrateur des nouvelles stars + Narrateur
- Joëlle Guigui : Kiki, Bumpo
- Maïk Darah : Katie Hartless, Whoopi Goldberg
- William Sabatier : Ludwig wan Beethoven
- Julie Turin : Kim Boggs (épisode 30)
- Ludovic Baugin : Narrateur L'heure du mime, Narrateur Bonnes idées / Mauvaises idées, narrateur (épisode 17), Keanu Reeves (épisode 73)
- Henri Courseaux : Pablo Picasso
- Donald Reignoux : La flamme (épisodes 75 et 79) et Colin (épisodes 77 et 80)
- Marc François : Francis Pompoignet, Daniel Boone
- Sarah Marot : Charlton (épisode 74)
- Bernard Lanneau : Dan Raseur
- Guy Piérauld : Bugs Bunny (caméo) (1er doublage)
- Hervé Grull : Scooter (épisode 74)
- Nicole Favart : Mlle Flamelle
- Lita Recio : la petite vieille dame
- Gérard Surugue : Bugs Bunny (épisode 91) (2e doublage)

- Version française
  - Société de doublage : L'Européenne du Doublage
  - Direction artistique : Claude Cohen
  - Direction musicale : Guy Pedersen
  - Adaptation : Nadine Delanoë

 Source et légende : version française (VF) sur RS Doublage

## Production

### Développement
Avant Animaniacs, Warner Bros. travaillait pour que Steven Spielberg réalise un film d'animation pour le studio. Pour aider à courtiser Spielberg, le directeur de Warner Bros. Animation Jean MacCurdy recrute le réalisateur Tom Ruegger, qui avait produit la série Scooby-Doo : Agence Toutou Risques, pour aider à développer le concept avec Spielberg. Ruegger lance l'idée à Spielberg d'utiliser des versions plus jeunes des personnages des Looney Tunes tout en reprenant la même folie de ces dessins animés, aboutissant au dessin animé Les Tiny Toons. La série est considérée comme un succès, remportant un certain nombre de Daytime Emmy Awards ainsi qu'un Primetime Emmy Awards et a relancé le département d'animation de Warner Bros..
Avec le succès des Tiny Toons, Spielberg et MacCurdy reviennent vers Ruegger afin de trouver la prochaine idée de série, avec Spielberg soulignant la nécessité d'avoir un nom de marque. Ruegger avait déjà envisagé d'utiliser trois personnages qu'il avait créés pour son film étudiant The Premiere of Platypus Duck alors qu'il était au Dartmouth College, un trio d'ornithorynques qu'il relie à Warner Bros. après avoir marché au sein du studio et vu son château d'eau. Il fait de ce trio les Warner Brothers et leur sœur Dot (cette dernière représentant le point sous le nom de « Warner Bros. ») liant les personnages directement au studio avec leur approbation,. En plus de renouveler le design de ses personnages, Ruegger s'inspire du caractère de ses trois fils, qui pouvaient être des fauteurs de troubles à l'époque, pour les frères et sœur Warner,. Parce que les Warner ont été dépeints comme des stars de dessins animés du début des années 1930, Ruegger et d'autres artistes des Animaniacs ont rendu les images des Warner similaires aux personnages de dessins animés de cette époque. De simples dessins en noir et blanc étaient très courants dans les dessins animés des années 1920 et 1930, comme pour Buddy, Félix le Chat, Oswald le lapin chanceux et les premières versions de Mickey Mouse et Minnie Mouse.

### Autour de la série
- Si vous ne connaissez pas le sujet, laissez ce bandeau (vous pouvez alors contacter les auteurs).
- Si vous supprimez le contenu mis en cause (vous pouvez préalablement contacter les auteurs),

argumentez précisément cette suppression dans la page de discussion
(un manque de référence n'est pas un argument ; une recherche réelle de référence doit avoir été effectuée, être formellement documentée).
Grande tradition de la Warner, les Animaniacs sont intégrés au studio hollywoodien, dans lequel ils vivent et travaillent. Thème récurrent dans Qui veut la peau de Roger Rabbit, Space Jam ou encore Les Looney Tunes passent à l'action, on voit donc des personnages de dessins animés contribuer et participer à un monde s'apparentant au monde réel. À titre d'exemple, un groupe de personnages des Animaniacs sont des auteurs (fictifs) de la Warner.
Un clin d'œil est présent dans la série. Le nom complet de Dot Warner, Princesse Angelina Contessa Louisa Francesca Banana Fanna Bo Besca troisième du nom (Princess Angelina Contessa Louisa Francesca Banana Fanna Bo Besca the Third en anglais) est inspiré de Fifilolotte Victuaille Cataplasme Tampon Fille d'Efraïm Brindacier (Pippilotta Viktualia Rullgardina Krusmynta Efraimsdotter Långstrump en suédois) le nom complet de Fifi Brindacier.
The Goodfeathers - qui signifie littéralement les « bonnes plumes », mais qui est aussi un calembour sur le mot (The) Godfather(s), c'est-à-dire (Le/Les) Parrain(s) - est une référence au film Goodfellas (Les Affranchis) produit par Warner Bros. La série tire également son inspiration du film Le Parrain. À noter que dans certains épisodes, apparaît un quatrième pigeon qui se trouve être… le parrain.
Dans la version française, certains épisodes changent de place en suivant les numéros de production ou fait par DVD et donc la liste des épisodes est différente de la version originale par exemple l'épisode 21 devient l'épisode 20. Dans l'épisode 20, il garde l'ordre planifié des segments d'origine en commençant par les Warners et se termine avec la flamme et donc la version française, l'épisode des Warners et la flamme n'ont pas été échangés comme dans la version d'origine.

### Reboot
En janvier 2018, un reboot de la série est annoncé par Hulu, avec deux saisons commandées qui sont produites en collaboration avec Amblin Entertainment et Warner Bros. Animation, et qui est mis en ligne le 20 novembre 2020 sur la plateforme,,.

## Diffusion
La série est d'abord diffusée aux États-Unis entre le 13 septembre 1993 et le 12 novembre 1994 sur Fox Kids, puis du 9 septembre 1995 au 14 novembre 1998 sur Kids' WB.
En France, la série est diffusée à partir de janvier 1994 dans Décode pas Bunny sur Canal+. Rediffusion et inédits du 10 septembre 1994 au 1er juin 2002 sur France 3 pendant 8 ans dans les émissions Télétaz, Les Minikeums, Tout Tazimut, MNK et TO3, puis Cartoon Network du 20 février 1999 au 15 février 2009 puis rediffusée sur Cartoon Network France, TPS Cinéfamily (dans le cadre du bloc de programmation WB Kids), sur Boomerang d'avril 2008 à août 2009 et enfin au milieu des années 2010 sur Canal+ Family. En Belgique, la série a été diffusée sur Club RTL. Au Québec, elle est diffusée à partir du 7 septembre 1996 à la Télévision de Radio-Canada.

## Accueil

### Audiences et popularité
Durant sa diffusion, Animaniacs est devenu la deuxième série jeunesse la plus populaire chez les enfants de 2 à 11 ans et de 6 à 11 ans (derrière Power Rangers : Mighty Morphin),. Animaniacs, avec d'autres séries d'animation, a permis à son diffuseur Fox Kids d'atteindre des cotes d'écoute beaucoup plus élevées que celles de ses concurrents. En novembre 1993, Animaniacs et Les Tiny Toons ont quasiment enregistré le double des cotes d'écoute de leurs rivaux Myster Mask et La Bande à Dingo sur le public entre 2 et 11 ans et entre 6 et 11 ans, qui sont toutes deux des données démographiques très importantes pour les chaînes jeunesses. Sur Kids' WB, Animaniacs a rassemblé environ 1 million d'enfants chaque semaine.
Alors que les Animaniacs étaient populaires auprès des jeunes téléspectateurs (le public cible des séries télévisées d'animation de Warner Bros), les adultes ont également accueilli positivement la série ; en 1995, plus d’un cinquième des téléspectateurs en semaine (à 16 h du lundi au vendredi) et le samedi matin avaient 25 ans ou plus. La grande base de fans adultes a même conduit à l’une des premières cultures de fandom sur Internet. Pendant la première diffusion de la série, le groupe de discussion sur Internet alt.tv.animaniacs était un lieu de rassemblement actif pour les fans de l’émission (dont la plupart étaient des adultes) pour poster des guides de référence, fanfiction, et des créations des fans sur les Animaniacs. La popularité en ligne des Animaniacs n’est pas passée inaperçue auprès des producteurs de la série, et vingt des participants les plus actifs du groupe de discussion ont été invités aux studios Warner Bros. Animation pour un rassemblement en août 1995.

## Produits dérivés

### Film
- Wakko's Wish (1999)

### Jeux vidéo
Ils comprennent :  Animaniacs, Animaniacs Game Pack, Pinky and the Brain: World Conquest, Animaniacs: Ten Pin Alley, Animaniacs: A Gigantic Adventure, Animaniacs: Splat Ball!, Pinky and the Brain: The Master Plan, Animaniacs: The Great Edgar Hunt, et Animaniacs: Lights, Camera, Action!.